# Otto Ehrensberger
Otto Ehrensberger (* 16. Januar 1887 in Essen; † 16. Mai 1968 in München) war ein deutscher Verwaltungsjurist, Ministerialbeamter und Richter.

## Leben
Otto Ehrensbergers Vater Emil Ehrensberger saß im Direktorium der Krupp AG. Die Mutter war Pauline Bachofen von Echt.
Ehrensberger besuchte das Burggymnasium Essen. Am Abend des Abiturs erkrankte er an Scharlach. Zur Auskurierung verbrachte er den Sommer 1905 in der Schweiz. Im Wintersemester 1905/06 war er an der Universität Lausanne eingeschrieben. Danach immatrikulierte er sich an der Ludwig-Maximilians-Universität München für Rechtswissenschaft. Seit dem 23. Mai 1906 Fuchs im Corps Franconia München, wurde er am 23. Februar 1907  recipiert. Er bewährte sich als Senior und wurde am 14. März 1908 inaktiviert. Er wechselte an die Westfälische Wilhelms-Universität Münster und bestand im September 1909 am Oberlandesgericht Hamm die Referendarprüfung. Danach diente er als Einjährig-Freiwilliger beim 4. Garde-Feldartillerie-Regiment in Potsdam.

### Erster Weltkrieg
Mit seinem Regiment zog er 1914 ins Feld. Über den ganzen Ersten Weltkrieg blieb er in der 2. Garde-Division. Mehrmals wechselte er den Kriegsschauplatz (Marne, Flandern, Galizien, Polen, Baltikum). Verwendet wurde er vorwiegend als Ordonnanzoffizier einer Garde-Feldartillerie-Brigade. Nachdem er das Eiserne Kreuz 2. Klasse erhalten hatte und Oberleutnant  der Reserve geworden war, verlieh ihm Wilhelm II. in Riga persönlich das Eiserne Kreuz 1. Klasse. Kurz vor dem Waffenstillstand von Compiègne (1918) bekam er Examensurlaub. Im Dezember 1918 bestand er im Preußischen Innenministerium die Assessorprüfung.

### Innere Verwaltung
Am 1. Februar 1919 wurde er als Regierungsassessor zum Kreis Siegen versetzt. Drei Jahre später kam er als Regierungsrat und Besatzungsdezernent zur  Regierung in Düsseldorf. Ab Januar 1923 – im Chaosjahr der Weimarer Republik – vertrat er bis September 1924 den Landrat Erich Müser, der nach der  Alliierten Rheinlandbesetzung ausgewiesen worden war. Er selbst war während des passiven Widerstands an der Ruhr von Juli 1923 bis September 1924 ausgewiesen, „weil seine Anwesenheit in Düsseldorf die Ruhe und Ordnung störte und er eine Gefahr für die Besatzungstruppen bildete“.
Im November 1924 wurde er zum Landrat im schlesischen Landkreis Ohlau bestellt. Im Oktober 1932 zum Landkreis Schweidnitz versetzt, kam er im Juli 1935 als kommissarischer Landrat zum Kreis Recklinghausen; endgültig eingesetzt wurde er im Januar 1936. Derweil war Ehrensberger zum 1. Mai 1933 der NSDAP beigetreten (Mitgliedsnummer 3.524.242).

### Reichsinnenministerium

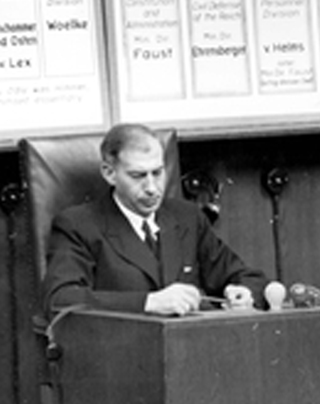
Hinter dem Angeklagten Wilhelm Stuckart ein Organigramm des Reichsinnenministeriums (Wilhelmstraßen-Prozess, 1948)

Als Landrat in Schweidnitz hatte er Helmuth James Graf von Moltke kennengelernt und sich mit Peter Graf Yorck von Wartenburg angefreundet. Yorck überzeugte Ehrensberger von der Notwendigkeit, nach Berlin als Zentrum des Widerstands zu wechseln. Am 1. August 1938 in das Reichsministerium des Innern berufen, nahm Ehrensberger an den Zusammenkünften des Kreisauer Kreises teil. Für sie stellte er auch seine Amtsräume zur Verfügung. Seit Januar 1939 Ministerialrat und seit September 1940 Ministerialdirektor, war er Vorgesetzter von Hans Globke – im RMI. In Kontakt mit Adam von Trott zu Solz, Fritz-Dietlof von der Schulenburg, Nikolaus Graf von Üxküll-Gyllenband, Caesar von Hofacker, Claus Schenk Graf von Stauffenberg und Berthold Schenk Graf von Stauffenberg arbeitete er mit Albrecht von Kessel an den Grundsätzen einer neuen Reichsverfassung. Dem Reichsinnenminister Heinrich Himmler schlug er vor, die Grafen Yorck und Schulenburg in das RMI zu berufen. Dass er unter diesen Umständen nach dem Attentat vom 20. Juli 1944 nicht liquidiert wurde, hat ihn selbst gewundert.

### Nachkriegszeit
Im August 1946 aus dem  Automatischen Arrest entlassen, zog er in das Haus seines Vaters in Traunstein. In der  Nachkriegszeit setzte er sich für Wilhelm Stuckart und für Otto Müller-Haccius ein. Von August 1948 bis Februar 1954 war er Richter am  Bayerischen Verwaltungsgerichtshof. Von 1956 bis 1959 war er Mitglied der vom Bundesminister des Innern einberufenen Sachverständigenkommission für die Vereinfachung der Verwaltung beim BMI.
Von 1956 bis 1958 war „Ehrensottel“ Vorsitzender vom Philisterverein seines Corps. An der Neufassung der Ehrenordnung war er maßgeblich beteiligt.
Mit 74 Jahren bestieg er das Breithorn (Zermatt). 1966 schrieb er für die Familie seine Kindheitserinnerungen nieder. Die 1968 begonnenen beruflichen Erinnerungen Diener des Volkes unter vier Staatsformen brechen 1932 ab. Trotz einer  rezidivierten Erkrankung reiste er Anfang Mai 1968 zur Konfirmation seines einzigen Enkelkindes nach Bonn. Von dort brachte man ihn in die Universitätsklinik München, in der er mit 81 Jahren starb.

## Familie
1918 hatte er in  Niederweiler die Essenerin Charlotte Schmidt (1892–1976) geheiratet. Mit ihr hatte er zwei Töchter und einen Sohn, der 1941 bei Mahiljou fiel.

## Schriften
- Der Aufbau der Verwaltung nach dem Ostmarkengesetz und dem Sudetengaugesetz, RVBl. 60, 1939, S. 341–345
- Die Vereinfachung der Verwaltung, DV, 19, 1942, S. 533–537